# برنامج المكافآت الروسية
كان برنامج المكافآت الروسي (بالإنجليزية: Russian bounty program) مشروعًا مزعومًا للمخابرات العسكرية الروسية لدفع مكافآت للمسلحين المرتبطين بطالبان لقتل أفراد الخدمة الأمريكيين وغيرهم من الحلفاء أثناء الحرب في أفغانستان. نشرت وسائل الإعلام تقارير عن البرنامج المزعوم في عام 2020 وأصبح قضية في حملة الانتخابات الرئاسية الأمريكية 2020.
في يونيو 2020، ذكرت صحيفة واشنطن بوست أن المعلومات الاستخباراتية تشير إلى وجود عملية مكافأة يعود تاريخها إلى عام 2018. وذكرت صحيفة واشنطن بوست ووكالة أسوشيتد برس أن مسؤولي إدارة ترامب أُبلغوا بتقارير الاستخبارات في أوائل عام 2019. في يونيو 2020، ذكرت صحيفة نيويورك تايمز أن وكالات الاستخبارات الأمريكية قد توصلت قبل عدة أشهر إلى أن الوحدة 29155 التابعة لوكالة الاستخبارات العسكرية الروسية المسماة (مديرية المخابرات الروسية) عرضت سرًّا على المسلحين المرتبطين بطالبان مكافآت لقتل القوات الأمريكية وأفراد التحالف الآخرين في أفغانستان، بما في ذلك أثناء محادثات السلام مع طالبان. وذكرت صحيفة نيويورك تايمز أن "المسؤولين قالوا إن هناك خلافًا بين مسؤولي الاستخبارات حول قوة الأدلة حول المؤامرة الروسية المشتبه بها".
وأفاد مسؤولون في وزارة الدفاع بعد ذلك أن الاستخبارات العسكرية الأميركية لم تتمكن من التحقق من صحة البرنامج المذكور. في أبريل 2021، أفادت الحكومة الأمريكية أن مجتمع الاستخبارات الأمريكي لديه "ثقة منخفضة إلى متوسطة" في مزاعم برنامج المكافآت.

## خلفية
في عام 2010، ورد أن إيران دفعت لمقاتلي طالبان 1000 دولار مقابل كل جندي أمريكي يقتلونه في أفغانستان (ما يعادل 1400 دولار في عام 2023). واتهم المسؤولون الأمريكيون والبريطانيون إيران بتقديم الدعم والأسلحة لتمرد طالبان في أفغانستان. في أغسطس 2019، ذكرت صحيفة واشنطن بوست أن "علاقة إيران بطالبان تمتد الآن إلى المجالات الاقتصادية والأمنية والسياسية، ومن المرجح أن تتعزز مع تزايد نفوذ طالبان مجددًا." كما اتُهمت باكستان والمملكة العربية السعودية بدعم طالبان.
دعمت روسيا في البداية الحرب التي تشنها الولايات المتحدة على الإرهاب ووافقت على تقديم الدعم اللوجستي للقوات الأميركية في أفغانستان. في مايو 2015، أغلقت روسيا ممرًا رئيسيًا للنقل العسكري والذي كان يسمح لحلف شمال الأطلسي بتسليم الإمدادات العسكرية إلى أفغانستان عبر الأراضي الروسية. استمرت التقارير الاستخباراتية التي تفيد بأن روسيا تزود طالبان بالأسلحة لعدة سنوات مع بدء الاتصال في شمال أفغانستان حوالي عام 2015. وقد سبق لمسؤولين أمنيين من الولايات المتحدة وأفغانستان أن قرروا أن روسيا تقدم الدعم المالي والأسلحة لطالبان وقادتها. ووصف مسؤولون بالحكومة الروسية هذه الاتهامات بأنها لا أساس لها من الصحة. وقال كارتر مالكاسيان، المستشار السابق للقادة العسكريين الأميركيين في أفغانستان، إن روسيا بدأت في تنمية العلاقات مع "بعض عناصر طالبان" في شمال أفغانستان حوالي عام 2015، في ظاهر الأمر كرد فعل على نشاط تنظيم الدولة الإسلامية. وفقًا لهيئة الإذاعة البريطانية (بي بي سي)، فإن روسيا "تشعر بقلق عميق إزاء صعود الأصولية الإسلامية في المنطقة وانتشارها في اتجاهها. وترى في طالبان حصنًا محتملًا ضدها". في فبراير ومرة أخرى في مايو 2019، التقى وفد من مسؤولي طالبان وكبار السياسيين الأفغان في موسكو لعقد جولة جديدة من محادثات السلام الأفغانية. وذكرت وكالة رويترز أن "المسؤولين الروس وكذلك الزعماء الدينيين والشيوخ طلبوا وقف إطلاق النار".
الوحدة 29155 هي وحدة سرية تابعة لمديرية المخابرات الرئيسية الروسي مكلفة باغتيالات الأجانب وأنشطة سرية أخرى. ارتبطت الوحدة بمحاولة الانقلاب في الجبل الأسود عام 2016، وتسميم صانع الأسلحة البلغاري إميليان جيبريف، وتسميم سيرغي ويوليا سكريبال.
في عام 2019، قُتل 23 من أفراد الخدمة الأمريكية أثناء العمليات في أفغانستان. قُتل عشرة من أفراد الخدمة الأمريكية نتيجة إطلاق نار أو عبوات ناسفة بدائية الصنع في عام 2018، و16 في عام 2019. وقُتل اثنان آخران في عام 2020 قبل وقف إطلاق النار في فبراير وبداية جائحة كوفيد-19 . وقُتل عدد من الجنود في هجمات باللون الأخضر على اللون الأزرق (هجمات نفذها أفراد من قوات الأمن الأفغانية ضد قوات التحالف). في ديسمبر 2019، كشفت أوراق أفغانستان أن كبار المسؤولين العسكريين والحكوميين كانوا عمومًا من الرأي القائل بأن الحرب في أفغانستان غير قابلة للربح، لكنهم أبقوا هذا الأمر مخفيًا عن الجمهور.
وفقًا للدعوى المرفوعة في ديسمبر 2019 في محكمة مقاطعة كولومبيا نيابة عن عائلات غولد ستار، فإن شركات الدفاع الأمريكية والدولية الكبرى المشاركة في أفغانستان قدمت "مدفوعات حماية" غير قانونية لطالبان، وتمويل "تمرد إرهابي بقيادة طالبان" أدى إلى مقتل أو إصابة الآلاف من الأمريكيين في أفغانستان. واتهمت دعوى قضائية ذات صلة الحكومة الإيرانية. في عام 2009، قالت وزيرة الخارجية آنذاك هيلاري كلينتون إن "أموال الحماية" كانت "أحد المصادر الرئيسية لتمويل طالبان".
في 29 فبراير 2020، وقعت إدارة ترامب اتفاق سلام مشروط مع طالبان، والذي ينص على انسحاب القوات الأجنبية في غضون 14 شهرًا إذا التزمت طالبان بشروط الاتفاق. في مايو 2020، قال الرئيس ترامب "لقد حان الوقت" لإعادة الجنود الأمريكيين إلى وطنهم من أفغانستان.

## جمع المعلومات الاستخباراتية
أُبلغ مسؤولي البيت الأبيض في عهد ترامب لأول مرة في أوائل عام 2019 بتقارير استخباراتية تتعلق ببرنامج مكافآت روسي.
وفي عامي 2019 و2020، وردت تقارير من قوات العمليات الخاصة الأميركية المتمركزة في أفغانستان وضباط استخبارات تفيد بأن المسلحين حصلوا على مكافآت في عام 2019 لاستهدافهم أفراد الجيش الأميركي. استندت التقارير إلى استجواب المسلحين الأسرى (بما في ذلك الاستجوابات التي أجراها الجيش الأمريكي)، واستجواب المجرمين الأسرى؛ وبيانات المراقبة. وكانت روايات مقاتلي طالبان "من طرفي البلاد المتقابلين ومن قبائل منفصلة" مماثلة. في وقت مبكر، كانت وكالات الاستخبارات والمحللين يختلفون حول مدى موثوقية النتائج التي تم التوصل إليها بناء على استجواب المعتقلين. وأظهرت بيانات إلكترونية تم اعتراضها تحويلات مصرفية كبيرة إلى حساب مرتبط بطالبان من حساب خاضع لسيطرة مديرية المخابرات الرئيسية. وقال مسؤولون أفغان إن العديد من رجال الأعمال الذين حولوا الأموال من خلال نظام الحوالة يشتبه في كونهم وسطاء لبرنامج المكافآت وتم اعتقالهم في مداهمات. وفي حوالي يناير 2020، نفذت القوات الأمريكية ومديرية الأمن الوطني الأفغانية عملية مشتركة استهدفت موقعًا لطالبان في قندوز. تم القبض على ثلاثة عشر شخصا. وقد فر أحدهم إلى طاجيكستان، فيما يُعتقد أن آخر، وهو تاجر المخدرات الأفغاني رحمة الله عزيزي، هرب إلى روسيا. تمكنت قوات الأمن من استعادة حوالي 500 ألف دولار أمريكي من منزل عزيزي في كابول. وفقًا لصحيفة نيويورك تايمز، حددت أجهزة الاستخبارات الأمريكية عزيزي باعتباره وسيطًا رئيسيًا، حيث جمع مدفوعات نقدية متعددة بمئات الآلاف من الدولارات من روسيا وقام بتوزيعها على المسلحين المرتبطين بطالبان. وقد أدى هذا الهجوم إلى تعزيز شكوك الاستخبارات الأمريكية بشأن وجود صلة مالية روسية بطالبان والشبكات المرتبطة بها.
وقد تم تداول معلومات حول برنامج المكافآت في تقارير استخباراتية، وقال مسؤولان إن هذا البرنامج كان معروفًا لرئيس محطة وكالة المخابرات المركزية في المنطقة وكذلك للقوات العسكرية المكلفة بمواجهة طالبان. وقد أصدرت وكالة المخابرات المركزية تقييمًا استخباراتيًّا، واستعرضت النتائج وأكدتها. وخلص التقييم إلى أن العملاء العسكريين الروس عرضوا سرًّا مكافآت مقابل الهجمات الناجحة على قوات التحالف في عام 2019. ويعتقد أن المكافآت من برنامج المكافآت تم جمعها من قبل المتشددين الإسلاميين أو شركائهم. كما قام المسؤولون العسكريون بمراجعة الخسائر القتالية السابقة لتحديد ما إذا كان من الممكن أن تُعزى أي من الوفيات إلى برنامج المكافآت. ركز المحققون على هجومين على القوات الأمريكية، أحدهما كان تفجيرًا خارج مطار بغرام في أبريل 2019، والذي أسفر عن مقتل مشاة البحرية روبرت أ. هندريكس، وبنجامين س. هاينز، وكريستوفر سلوتمان. ولم يصف المسؤولون كيفية اختيار الأهداف العسكرية أو الطريقة الدقيقة التي تم بها دفع رواتب للمسلحين. وزعم المسؤولون الأفغان الذين لم يكشف عن أسمائهم أن برنامج المكافآت عرض ما يصل إلى 100 ألف دولار مقابل كل جندي أمريكي أو جندي من قوات التحالف يُقتل.

## تقييم الاستخبارات
إن وجود برنامج مكافآت روسي من شأنه أن يمثل تصعيدًا للحرب الباردة الثانية المستمرة والمرة الأولى التي يُعرف فيها أن جهاز المخابرات العسكرية الروسية قد نظم هجمات على أفراد عسكريين غربيين. وبحسب تقرير نشرته صحيفة نيويورك تايمز في يوليو 2020، سعت إدارة ترامب إلى إثارة الشكوك حول وجود برنامج مكافآت روسي. أصدر مجلس الاستخبارات الوطني، الذي قدم تقاريره إلى مدير الاستخبارات الوطنية في عهد ترامب، جون راتكليف، مذكرة من صفحتين ونصف الصفحة تفيد بأن وكالة المخابرات المركزية والمركز الوطني لمكافحة الإرهاب قد قيّما "بدرجة متوسطة من الثقة" (أي "من مصادر موثوقة ومعقولة، ولكنها لا تقترب من اليقين") أن مديرية المخابرات الرئيسية قد عرضت مكافآت، ولكن وكالة الأمن القومي الأمريكية ومكونات أخرى من مجتمع الاستخبارات قالت إنها "ليس لديها معلومات لدعم هذا الاستنتاج على نفس المستوى" وبالتالي كانت ثقتها في الاستنتاج أقل. وذكر تقرير منفصل لصحيفة وول ستريت جورنال أن وكالة الأمن القومي "تعارض بشدة" تقييمات وكالة المخابرات المركزية ووكالة استخبارات الدفاع بأن مؤامرة المكافأة موثوقة وحقيقية.
قالت وزارة الدفاع الأمريكية، في شهادة أدلى بها الجنرال مارك ميلي، رئيس هيئة الأركان المشتركة ووزير الدفاع مارك إسبر، أمام لجنة القوات المسلحة بمجلس النواب في يوليو 2020، إن وكالات الاستخبارات الدفاعية الأمريكية ليس لديها معلومات تؤكد التقارير عن برنامج مكافآت روسي في أفغانستان، وتفتقر إلى أدلة "تربط ربطًا مباشرًا بين هذا البرنامج المزعوم والخسائر في صفوف الجيش الأمريكي."
وعند توليه منصبه، وجه بايدن إدارته لإجراء مراجعة شاملة للسياسة الأميركية تجاه روسيا. ضُمن تقارير المكافآت في المراجعة، إلى جانب قضايا أخرى (مثل تسميم وسجن أليكسي نافالني، والجهود الروسية للتدخل في الانتخابات الأمريكية، وهجوم التجسس الإلكتروني SolarWinds). في عام 2021، طلبت السناتور تامي دوكوورث (ديمقراطية من إلينوي) من مديرة الاستخبارات الوطنية أفريل هاينز الإفراج علنًا عن تقييم مجتمع الاستخبارات الأمريكي الذي تم رفع السرية عنه بشأن استخبارات المكافآت الروسية من أجل تحقيق الشفافية.
قال متحدث باسم مجلس الأمن القومي الأمريكي في بيان صدر في أبريل 2021 إن مجتمع الاستخبارات الأمريكي لديه "ثقة منخفضة إلى متوسطة" في وجود برنامج المكافآت الروسي. في الاستخبارات الأمريكية، تعني "الثقة المتوسطة" (moderate confidence) أن الاستخبارات قيمت المعلومات على أنها "معقولة وذات مصدر موثوق، ولكنها غير مؤكدة بما يكفي لتستحق تصنيفًا أعلى"، و"الثقة المنخفضة" (low confidence) تعني أن الاستنتاج كان "يعتمد على معلومات مشكوك فيها أو غير معقولة - أو معلومات مجزأة للغاية أو غير مؤكدة بشكل كافٍ لاستخلاص استنتاجات صلبة". وقال المسؤولون إن "الثقة المنخفضة إلى المتوسطة" ترجع إلى مصادر معلومات المكافأة (المعتقلون الأفغان، والسجلات المالية التي تم الاستيلاء عليها أثناء الهجوم، و"المعلومات والأدلة على وجود صلات مع عملاء إجراميين في أفغانستان وعناصر من الحكومة الروسية")، والتي لا يمكن أخذها على محمل الجد، فضلًا عن بيئة العمل في أفغانستان التي تجعل جمع المعلومات الاستخباراتية (للتحقق من الفرضيات) صعباً. ومع ذلك، فقد ذكر نفس البيان أيضًا أن الاستخبارات الأمريكية لديها "ثقة عالية" في تقييم منفصل مفاده أن الاستخبارات العسكرية الروسية تدير "التفاعل مع الأفراد في الشبكات الإجرامية الأفغانية" بطريقة "تتفق مع الهجمات الروسية المشجعة ضد أفراد الولايات المتحدة والتحالف في أفغانستان". وقال خبراء الاستخبارات إنه من المعتاد أن تكون الاستخبارات غامضة.

## التقارير
في 26 يونيو 2020، نقلت صحيفة نيويورك تايمز عن مصادر لم تسمها، تقريرًا عن برنامج عسكري روسي لدفع مكافآت للمسلحين المرتبطين بطالبان لقتلهم جنودًا أمريكيين في أفغانستان. وبعد يومين، ذكرت صحيفة واشنطن بوست أن برنامج المكافآت أدى إلى مقتل جندي أمريكي واحد على الأقل. وذكرت صحيفة واشنطن بوست أن "عدة أشخاص مطلعين على الأمر قالوا إنه من غير الواضح على وجه التحديد عدد الأميركيين أو قوات التحالف من دول أخرى الذين ربما قُتلوا أو استُهدفوا بموجب البرنامج"، وأن المعلومات الاستخباراتية التي تم الحصول عليها من استجوابات الجيش الأميركي للمسلحين الأسرى المرتبطين بطالبان "تم تمريرها من قوات العمليات الخاصة الأميركية المتمركزة في أفغانستان وأدت إلى اجتماع مقيد رفيع المستوى في البيت الأبيض" في أواخر مارس 2020. وذكرت صحيفة التايمز أن المحققين الأميركيين حددوا هجومًا واحدًا على الأقل يشتبهون في أنه تم تحريضه على هذا النحو: تفجير سيارة مفخخة في 8 أبريل 2019 خارج مطار بغرام، مما أسفر عن مقتل ثلاثة من مشاة البحرية وإصابة ثلاثة آخرين، فضلاً عن إصابة ستة مواطنين أفغان على الأقل. في 9 يوليو 2020، قال وزير الدفاع مارك إسبر إن الجنرال البحري كينيث مكينزي ووكالات الاستخبارات التابعة لوزارة الدفاع لم يجدوا رابطًا بين المكافآت الروسية المزعومة وهذا الهجوم المحدد.

## ردود الفعل

### أفغانستان
قال الرئيس الأفغاني أشرف غني إن البلاد لا يمكن أن تكون مسرحًا لـ"مباريات القوى الكبرى" بين زعماء العالم، مشيرًا إلى أن هذا جلب المأساة إلى البلاد في القرن التاسع عشر وأواخر القرن العشرين.

### روسيا
أنكرت روسيا وجود برنامج المكافآت، وأصدرت النفي عبر المتحدث باسم بوتن دميتري بيسكوف، وأمين مجلس الأمن الروسي نيكولاي باتروشيف، والمبعوث الروسي إلى أفغانستان زامير كابولوف، والنائب الروسي فرانتس كلينتسيفيتش، عضو لجنة الدفاع والأمن في مجلس الاتحاد. واتهم دبلوماسيون روس صحيفة نيويورك تايمز بنشر أخبار كاذبة وقالوا إن القصة أدت إلى تهديدات ضد الدبلوماسيين الروس. وقالت وزارة الخارجية الروسية إن القصة أظهرت "قدرات منخفضة لمروجي الدعاية الاستخباراتية الأمريكية".
قال بعض الخبراء الروس إن "المعلومات الاستخباراتية الأميركية حول روسيا أصبحت منفصلة تماما عن الواقع"، حيث يعتقدون أن تقارير المكافآت المزعومة كانت تهدف فقط لتأجيج الصراع السياسي الداخلي بين الرئيس دونالد ترامب ومعارضيه في واشنطن. وفقًا لأندريه كورتونوف، مدير مجلس الشؤون الدولية الروسي، فإن تمويل طالبان يتعارض مع مصالح روسيا عبر تسريع انسحاب الولايات المتحدة وزيادة خطر وصول القوى الإسلامية إلى السلطة في أفغانستان، مما يخلق حالة من عدم الاستقرار والتمرد في دول الاتحاد السوفييتي السابقة في آسيا الوسطى. ومع ذلك، وفقًا لمقابلات مع مسؤولين أفغان ومسؤولين أميركيين ودبلوماسيين أجانب خدموا في كابل، فإن طالبان وروسيا وإيران، على الرغم من كونهم أعداء تاريخيين، كان لديهم مصلحة استراتيجية مشتركة في انسحاب الولايات المتحدة من أفغانستان، حيث نظر الروس إلى الوجود الأميركي في آسيا الوسطى باعتباره تهديدًا استراتيجيًا. وقال مسؤولون في الاستخبارات الأميركية إن روسيا بدأت في بناء قناة دبلوماسية مع طالبان حوالي عام 2012. وعندما أدركت روسيا أن الولايات المتحدة تنوي الانسحاب من أفغانستان، بدأت تعمل على مساعدة الفصائل المعتدلة والقومية في طالبان في التغلب على الأجنحة الأكثر تطرفاً. وكان هدفها هو تحريك عملية السلام في اتجاه معتدل من خلال الروابط غير المباشرة مع طالبان، ووفقًا للخبراء الروس، ربما تكون قد "أقامت روابط أكثر سرية".

### طالبان
أنكرت حركة طالبان وجود برنامج المكافآت، حيث قال المتحدث باسم حركة طالبان ذبيح الله مجاهد: إن عمليات القتل والاغتيالات التي ننفذها كانت مستمرة منذ سنوات، وقد قمنا بها بمواردنا الخاصة دون مساعدة من وكالات الاستخبارات.

### الولايات المتحدة

#### إدارة ترامب
أدى تقييم مجتمع الاستخبارات الأمريكي إلى عقد اجتماع بين الوكالات لمجلس الأمن القومي في البيت الأبيض في أواخر مارس 2020. وقال مسؤولون حكوميون إن أعلى مستويات البيت الأبيض أُطلعت على برنامج المكافآت وأن البرنامج ضُمن في التقرير اليومي للرئيس في أواخر فبراير. وقد تمت مناقشة مجموعة من الاستجابات لروسيا في الاجتماع، بما في ذلك تسجيل شكوى دبلوماسية وسلسلة من العقوبات، لكن إدارة دونالد ترامب لم تأذن بأي رد. في حين دعا الممثل الخاص للولايات المتحدة للمصالحة في أفغانستان زلماي خليل زاد إلى مواجهة روسيا بشكل مباشر، كان المسؤولون في مجلس الأمن القومي "أكثر رفضًا لاتخاذ إجراءات فورية". وفي الأشهر التي تلت ذلك، قال المسؤولون إن برنامج المكافآت كان "يُعامل باعتباره سرًا محفوظًا بعناية". خلال الأسبوع الأخير من شهر يونيو، عُقدت جلسات إحاطة موسعة وأُطلعت الحكومة البريطانية عليها. وكانوا العضو الوحيد في التحالف الذي أُبلغ رسميًا بالمعلومات الاستخباراتية.
وقال ترامب ومساعدوه إنهم لم يطلعوا على المعلومات الاستخباراتية. وقال مدير الاستخبارات الوطنية جون راتكليف، والمتحدثة باسم البيت الأبيض كايلي مكيناني، إن ترامب لم يتلق إحاطة بشأن برنامج المكافآت. وقال ريتشارد غرينيل، الذي كان يشغل منصب مدير الاستخبارات الوطنية بالإنابة حتى مايو 2020، إنه لم يكن على علم ببرنامج المكافآت. ووصف ترامب برنامج المكافآت بأنه "أخبار كاذبة" وخدعة، وكتب على تويتر أن الاستخبارات الأميركية أبلغته بأنها لم تبلغ الأمر له أو لمايك بنس لأنها لم تجد المعلومات ذات مصداقية. قالت صحيفة نيويورك تايمز إن "مسؤولي الإدارة، في إنكارهم لإطلاع السيد ترامب، كانوا متحفظين بشأن كيفية تعريف هذا المفهوم وما إذا كان يشمل كل من الإحاطات الشفوية والإحاطة اليومية للرئيس". وقال مسؤولان مطلعان على الأمر إن ترامب تلقى إحاطة مكتوبة في الإحاطة اليومية للرئيس بشأن استخبارات المكافآت الروسية في أواخر فبراير؛ وقالت مكيناني إن ترامب "لم يُطلع شخصيًّا بالأمر". يقال إن ترامب غالبًا لا يقرأ الإحاطة اليومية للرئيس، بل يتلقى بدلًا من ذلك إحاطة شفوية دورية. قال مسؤولون استخباراتيون حاليون وسابقون إنه حتى خلال الاجتماعات الشخصية، "من الصعب بشكل خاص إطلاع ترامب على مسائل الأمن القومي" و"غالبًا ما يعتمد بدلًا من ذلك على وسائل الإعلام المحافظة والأصدقاء للحصول على المعلومات".
قال مستشار الأمن القومي روبرت أوبراين إن "مستشار وكالة المخابرات المركزية الذي عمل مع ترامب قرر عدم إحاطته لأنها معلومات استخباراتية غير مؤكدة"، مشيرًا إلى أن الولايات المتحدة تتلقى العديد من المعلومات الاستخباراتية كل أسبوع. صرحت مكيناني أنه "لا يوجد إجماع داخل مجتمع الاستخبارات بشأن هذه الادعاءات، وفي الواقع هناك آراء مخالفة من البعض في مجتمع الاستخبارات فيما يتعلق بصحة ما يُبلَغ عنه". قال المتحدث باسم مجلس الأمن القومي جون أوليوت "إن صحة الادعاءات الأساسية لا تزال قيد التقييم". ومع ذلك، ذكرت صحيفة نيويورك تايمز، نقلاً عن مسؤولين، في 29 يونيو أن "وصف التقييم الاستخباراتي بأن الوحدة الروسية نفذت مؤامرة المكافآت كان يُنظر إليه أيضًا على أنه خطير ومتين بما يكفي لنشره على نطاق أوسع عبر مجتمع الاستخبارات في مقال نُشر في 4 مايو في مجلة (World Intelligence Review) التابعة لوكالة المخابرات المركزية".
قالت عضو الكونغرس الديمقراطية إليسا سلوتكين من ميشيغان - وهي محللة سابقة في وكالة المخابرات المركزية وعضو في مجلس الأمن القومي وملخصة استخباراتية - إنه في تجربتها في البيت الأبيض في عهد جورج دبليو بوش وأوباما، فإن قطعة من الاستخبارات مثل المكافآت الروسية المزعومة على القوات الأمريكية تعتبر مهمة بما يكفي لمشاركتها مع الرئيس حتى لو كانت هناك وجهات نظر متضاربة بين أجهزة الاستخبارات الأمريكية. وقال سلوتكين إنه سيكون "مثيرا للقلق العميق" إذا فشل كبار الموظفين في نقل مثل هذه المعلومات إلى ترامب على الرغم من مكالماته الهاتفية الخمس الأخيرة مع بوتن. قال روبرت كارديلو، وهو مسؤول استخباراتي أميركي كبير سابق، وديفيد بريس، وهو أحد مقدمي التقارير الاستخباراتية اليومية السابقين في وكالة الاستخبارات المركزية ومؤلف كتاب عن التقارير الاستخباراتية الرئاسية، إن الرؤساء في الإدارات السابقة "حصلوا على تقييمات بشأن قضايا ذات أهمية حيوية محتملة حتى ولو كانت لديهم معارضات من بعض المحللين أو الوكالات"، وأن مثل هذه المعارضات كانت تُرفع أيضًا إلى الرؤساء "لمساعدتهم على فهم أوجه عدم اليقين والعملية التحليلية". وأشار بريس إلى أن أوجه عدم اليقين متأصلة في طبيعة الاستخبارات.
قال كبير موظفي البيت الأبيض مارك ميدوز إن الناس "سيذهبون إلى السجن" بسبب التقارير التي تزعم أن روسيا عرضت مكافآت على مقاتلي طالبان. وقال ميدوز "نعلم أن جريمة ارتكبت... من سرب هذا – "لم يسربوا القصة كاملة... نحن مصممون على الوصول إلى حقيقة الأمر، ليس لدينا أي معلومات استخباراتية تدعم هذا التقرير". وصف رودي جولياني، أحد أعضاء الفريق القانوني لترامب، المسرب بأنه "مجرم من الدولة العميقة ارتكب جريمة خطيرة... لا أستطيع التفكير في جريمة أسوأ. إنها ليست خيانة تمامًا ولكنها تقترب منها".
في يونيو 2020، شهد مارك ميلي، رئيس هيئة الأركان المشتركة، أمام لجنة القوات المسلحة بمجلس النواب أنه في حين لم يُعثر على أي صلة بين مثل هذا البرنامج والإصابات الأمريكية، فإن الولايات المتحدة لا تزال تحقق وستتخذ "إجراءات" إذا ثبت أن برنامج المكافآت حقيقي. قال وزير الدفاع مارك إسبر إن الجنرال كينيث مكينزي، قائد القيادة المركزية الأمريكية، والجنرال سكوت ميلر، القائد العسكري الأمريكي الأعلى في أفغانستان، لم يعتقدا أن "التقارير كانت ذات مصداقية أثناء بحثهما فيها". وقال مكينزي إنه لم يجد "رابطًا سببيًا" بين المكافآت المبلغ عنها والوفيات العسكرية الأمريكية الفعلية، لكنه قال إن التقارير "مقلقة للغاية" وقال إن عدم وجود دليل "غالبًا ما يكون صحيحًا في استخبارات ساحة المعركة". في سبتمبر 2020، قال مكينزي إن وجود مكافأة روسية "لم يثبت إلى مستوى من اليقين يرضيني" لكن الجيش استمر في البحث عن أدلة واعتبر الأمر "ليس قضية مغلقة".
في عام 2021، قدم عالم السياسة تيد غالين كارپنتر ادعاء المكافآت الروسية كمثال على التحيز الإعلامي. وأشار إلى أنه يوضح ميل وسائل الإعلام الأمريكية على نطاق واسع إلى توجيه اتهامات ضد ترامب دون وجود أدلة.

#### الكونغرس
لم يتطرق ترامب مطلقًا إلى مزاعم المكافآت في محادثاته مع الرئيس الروسي فلاديمير بوتن، مما أثار انتقادات من الديمقراطيين وبعض الجمهوريين. وقال العديد من خبراء السياسة الخارجية إن الإدارة الأميركية كان ينبغي لها أن تثير هذه القضية مع الحكومة الروسية، حتى في ظل عدم وجود أدلة قاطعة. انتقدت رئيسة مجلس النواب نانسي بيلوسي ترامب قائلة: "هذا أسوأ ما يمكن أن يحدث، ومع ذلك فإن الرئيس لن يواجه الروس في هذا الشأن، وينفي إطلاعه على الأمر". أشارت بيلوسي إلى مقترحات ترامب لإعادة روسيا إلى مجموعة الثماني، التي طُردت منها روسيا بعد ضم شبه جزيرة القرم في 24 مارس 2014. دعت بيلوسي وزعيم الأقلية في مجلس الشيوخ تشاك شومر إلى إطلاع جميع أعضاء الكونغرس على هذه المسألة. قدم البيت الأبيض إحاطات حول موقفه في يونيو 2020 لمجموعة من ثمانية من الجمهوريين في مجلس النواب المتحالفين مع الإدارة. ومن بين الجمهوريين في الكونغرس، أعرب السيناتور ليندسي غراهام والنائبان ليز تشيني ودان كرينشو عن غضبهم إزاء هذه الأخبار وطلبوا تفسيرًا، بينما دعا النائب آدم كينزينجر ترامب إلى وقف "الحرب الخفية" المزعومة التي تشنها روسيا. دافع أعضاء جمهوريون آخرون في الكونغرس عن ترامب، بما في ذلك زعيم الأقلية في مجلس النواب كيفن مكارثي.
في الأول من يوليو 2020، صوتت لجنة القوات المسلحة بمجلس النواب بأغلبية ساحقة لصالح تعديل يقيد قدرة ترامب على سحب القوات الأمريكية من أفغانستان. صرح النائب سيث مولتون: "لقد علمنا الآن أن [ترامب] كان يعقد [اتفاق سلام مع طالبان] في نفس الوقت الذي كانت فيه المكافآت على رؤوس القوات الأمريكية والأبناء والبنات الأمريكيين. من الواضح أننا بحاجة إلى مزيد من الرقابة على ما يفعله الرئيس في أفغانستان".

#### إدارة بايدن
في عام 2020، انتقد نائب الرئيس السابق جو بايدن، أثناء حملته الانتخابية للرئاسة، ترامب لفشله في "فرض أي نوع من العقوبات على روسيا بسبب هذا الانتهاك الصارخ للقانون الدولي" وقال إن ترامب "استمر في حملته المحرجة في تقديم التنازلات والتقليل من نفسه أمام فلاديمير بوتين". كما استشهد بايدن بعدم استجابة ترامب كدليل على أن "رئاسة ترامب بأكملها كانت هدية لبوتن" ووعد بأنه إذا انتُخب، "سيتم مواجهة بوتن وسنفرض تكاليف باهظة على روسيا".
في 25 يناير 2021، بعد أربعة أيام من تولي بايدن منصبه كرئيس وبدء تلقي إحاطات استخباراتية أكثر تفصيلاً، خفف بايدن من تعليقاته، مشيرًا إلى "تقارير المكافآت". في أبريل 2021، أصدرت الإدارة ورقة حقائق تقول إن محللي وكالة المخابرات المركزية لديهم "ثقة منخفضة إلى متوسطة" في وجود برنامج مكافآت ولكن لديهم "ثقة عالية" في أن المخابرات العسكرية الروسية تعمل مع شبكات إجرامية أفغانية وهو ما "يتفق مع الهجمات الروسية المشجعة ضد أفراد الولايات المتحدة والتحالف في أفغانستان". استندت المعلومات الاستخباراتية إلى "تقارير المعتقلين". وجاء في الوثيقة: "إن الإدارة ترد على التقارير التي تفيد بأن روسيا شجعت طالبان على شن هجمات ضد أفراد القوات الأميركية وقوات التحالف في أفغانستان استناداً إلى أفضل التقييمات من مجتمع الاستخبارات. ونظراً لحساسية هذه المسألة، التي تتعلق بسلامة ورفاهية قواتنا، فإنها تُعالَج من خلال القنوات الدبلوماسية والعسكرية والاستخباراتية". ودعت المتحدثة باسم البيت الأبيض جينيفر بساكي "روسيا والحكومة الروسية إلى شرح مشاركتها هنا".
في أبريل 2021، فرضت إدارة بايدن عقوبات على كيانات وأفراد روس بتهمة "تنفيذ محاولات موجهة من الحكومة الروسية للتأثير على الانتخابات الرئاسية الأمريكية لعام 2020، وأعمال أخرى من التضليل والتدخل"؛ وللأفعال الروسية في شبه جزيرة القرم، ولهجوم التجسس الإلكتروني على سولار ويندز، لكن الإدارة كانت حريصة على توضيح أن العقوبات لم تُفرض بسبب المكافآت.

#### آخرون
كتب ديفيد ب. ريفكين أن "هذا النوع من صيد الرؤوس سيكون عملًا تصعيديًّا غير مسبوق. حتى في ذروة الحرب الباردة، امتنع كل من الاتحاد السوفييتي والولايات المتحدة عن مثل هذا النشاط، على الرغم من الانخراط بحماس في حرب بالوكالة في مسارح حول العالم". زعم وزير الخارجية السابق كولن باول أن وسائل الإعلام بالغت في رد فعلها على التقارير، قائلًا "ما أعرفه هو أن قادتنا العسكريين على الأرض لم يعتقدوا أنها مشكلة خطيرة كما ذكرت الصحف".

#### الرأي العام الأمريكي
أظهر استطلاع للرأي أجرته رويترز/إبسوس في يوليو 2020 أن 60% من الأميركيين قالوا إنهم يجدون برنامج المكافآت الروسي "قابلاً للتصديق للغاية" أو "إلى حد ما". وأراد 54% من المشاركين فرض المزيد من العقوبات على روسيا، بينما أيد 9% شن هجمات عسكرية على القوات المسلحة الروسية، ولم يعرف 29%، وأراد "9% المضي قدمًا ومحاولة تحسين العلاقات مع روسيا".

### المملكة المتحدة
أُطلع رئيس الوزراء البريطاني بوريس جونسون على برنامج المكافآت المزعوم. ولم ينشر بعد تقرير لجنة الاستخبارات والأمن البرلمانية بشأن التدخل الروسي في السياسة البريطانية. سعى توبياس إلوود، رئيس لجنة الدفاع في مجلس العموم، إلى طرح سؤال عاجل في مجلس العموم بشأن هذه المسألة، للحصول على تفسير من وزير في الحكومة.

## برامج مكافآت مزعومة أخرى تستهدف الجنود الأميركيين
اتُهمت إيران بتقديم مكافآت مقابل قتل جنود أمريكيين في وقت لاحق من عام 2020. وقد قدرت الاستخبارات الأميركية أن إيران (التي استخدمت وكلاء في كثير من الأحيان لتنفيذ هجمات في الشرق الأوسط) دفعت أموالًا إلى شبكة حقاني مرتبطة بما لا يقل عن ستة من هجمات الشبكة في عام 2019 بما في ذلك الهجوم المتطور على قاعدة بغرام الجوية في أفغانستان في 11 ديسمبر 2019. قالت الاستخبارات الأمريكية إن شبكة حقاني ربما تستهدف القوات الأمريكية حتى بدون مقابل، لكن التمويل المرتبط بهجوم بغرام "ربما يحفز هجمات مستقبلية رفيعة المستوى على القوات الأمريكية وقوات التحالف". ووفقًا لشبكة CNN، فإن إدارة ترامب "لم تذكر أبدًا ارتباط إيران بالتفجير، وهو إغفال قال مسؤولون حاليون وسابقون إنه مرتبط بالأولوية الأوسع" لاتفاقية السلام بين الولايات المتحدة وطالبان والانسحاب من أفغانستان. وقد تم الاستشهاد بالعلاقات المزعومة بين إيران وطالبان كجزء من مبرر اغتيال قاسم سليماني من قبل الولايات المتحدة.
من جهة أخرى، كانت هناك تقارير غير موثقة تفيد بأن الحكومة الصينية عرضت مكافآت لدفع تكاليف الهجمات على القوات الأمريكية في أفغانستان. ولم يكن من الواضح ما إذا كانت هناك أي معلومات استخباراتية تشير إلى أنه تم دفع أي مكافآت بالفعل أو إذا كانت قد تم محاولة تنفيذ أي هجمات مرتبطة بذلك. وبحسب التقارير، فقد تم إحاطة الرئيس الأمريكي دونالد ترامب بتلك المعلومات الاستخباراتية غير المؤكدة، على الرغم من تجاهله للتقارير (التي اعتبرها خبراء الأمن الأمريكيون أكثر مصداقية) بشأن المكافآت الروسية التي تم عرضها.